# Sidemia
Sidemia là một chi bướm đêm thuộc họ Noctuidae.

## Loài
- Sidemia beduina Wiltshire, 1948
- Sidemia bremeri (Ershov, 1870)
- Sidemia dimorpha Rungs, 1950
- Sidemia judaica (Staudinger, 1897)
- Sidemia plebeja (Staudinger, 1888)
- Sidemia spilogramma (Rambur, 1871)
- Sidemia spodopterodes Hampson, 1908